# Beau Greaves
Beau Greaves (* 9. Januar 2004 in Doncaster, South Yorkshire) ist eine englische Dartspielerin. Sie ist die aktuelle Damen-Weltmeisterin und mit 18 Jahren die jüngste Frau, die eine World Professional Darts Championship gewinnen konnte.

## Karriere

### Jugend und erste Titel
Beau Greaves begann ihre Profidarts-Karriere bereits in jungem Alter. Nachdem sie zuvor schon in einigen Ligen und Turnieren Großbritanniens mitgespielt hatte, stand sie 2014 im Alter von zehn Jahren im Finale des World Youth Masters, welches Greaves mit 0:4 gegen die Irin Robyn Byrne verlor.
Zwei Jahre später nahm Greaves an den Welsh Open teil. Im Achtelfinale verlor sie dabei mit 3:4 knapp gegen Aileen de Graaf. Im Juli 2016 gab sie daraufhin ihr Debüt beim WDF Europe Cup Youth. Während sie und ihre Teampartnerin Danielle Ashton das Finale des Doppelwettbewerbs gegen die Ungarinnen verloren, gewann sie das Einzelfinale mit 4:1 gegen die Deutsche Christina Schuler. Im November daraufhin spielte Greaves sich bei den Jersey Open erstmals in ein Viertelfinale bei einem Damenturnier. Am Tag darauf beim Jersey Classic konnte sie nach Siegen über Paula Jacklin und Fallon Sherrock sogar ins Finale einziehen, in welchem sie mit 1:4 Deta Hedman unterlag. Beim World Youth Masters kam Greaves wie zwei Jahre zuvor ins Finale und verlor diesmal mit 3:4 gegen Veronica Koroleva aus Russland.
Im Jahr 2017 spielte sich Greaves bei den Isle of Man Open und den French Open ins Viertelfinale. Der WDF Europe Cup Youth endete für Greaves im Einzel und im Doppel bereits im Viertelfinale. Beim World Youth Masters spielte sie ihr drittes Finale und konnte in diesem Jahr auch erstmals den Titel erringen, indem sie mit 4:0 gegen Katie Sheldon gewann.
Bei den Welsh Open 2018 unterlag Greaves im Halbfinale Deta Hedman mit 3:4. Beim WDF Europe Cup Youth daraufhin gelang ihr der Doppelschlag: sowohl im Einzel als auch im Doppel konnte sie den Titel gewinnen. Im Doppel schlugen sie und Shannon Reeves die Türkei mit 1:4, während sich Greaves im Einzel mit 4:1 ebenfalls gegen die Türkin Emine Dursan durchsetzte. Beim England Masters im September unterlag Greaves im Viertelfinale Fallon Sherrock. Dafür gelang ihr die Titelverteidigung beim World Youth Masters, indem sie sich mit 4:0 deutlich gegen die Kanadierin Hayley Crowley durchsetzte.
2019 wurde dann zu Greaves’ bis dato erfolgreichstem Jahr. Nachdem sie bei den Scottish Open noch im Achtelfinale ausgeschieden war, gewann sie das Welsh Classic mit 5:2 gegen Anastassija Dobromyslowa. Bei den Welsh Open am gleichen Wochenende setzte sie sich nacheinander gegen Laura Turner, Lorraine Winstanley und Deta Hedman durch, bevor sie im Finale gegen die ehemalige Weltmeisterin Lisa Ashton mit 5:3 gewann.
Am dritten Juni-Wochenende gelang Greaves ein weiterer Doppelschlag. Nachdem sie am Freitag das Finale der England National Championships gegen Rhian Griffiths gewonnen hatte, zog sie bei den England Open nach Siegen über Deta Hedman, Weltmeisterin Mikuru Suzuki und Aileen de Graaf ins Finale ein. Sie behauptete sich gegen Fallon Sherrock mit 5:4 und fuhr damit den bis dahin wichtigsten Titel ihrer Karriere ein.
Beim WDF Europe Cup Youth 2019 gewann Greaves zusätzlich auch den Doppelwettbewerb, indem sie und Shannon Reeves gegen die Schottinen gewannen. Im Einzel unterlag sie im Halbfinale der späteren Turniersiegerin Tamara Kovács aus Ungarn mit 0:3.
Bei den British Open im September spielte sich Greaves ebenfalls ins Finale, in welchem sie allerdings mit 2:5 gegen Lisa Ashton verlor. Es folgten Turniersiege bei den Brügge Open und den Belfry Open. Kurz darauf gab sie ihr Debüt beim WDF World Cup. Dabei gelang ihr auch direkt der Sieg beim Mädcheneinzel und Mädchendoppel. Im Einzel gewann sie mit 6:4 gegen Katie Sheldon, während sie im Doppel an der Seite von Shannon Reeves wie zuvor beim Europe Cup gegen Schottland gewann. Zum Ende des Jahres stand Greaves auf Platz 6 der BDO Invitational Table, womit sie sich für die Weltmeisterschaft qualifizieren konnte.

### Erste WM-Teilnahme und PDC-Spiele
Bei der BDO World Darts Championship 2020 traf sie in Runde eins auf die Australierin Tori Kewish und verlor dabei nur ein Leg. Auch ihr Viertelfinale gegen Aileen de Graaf konnte Greaves, diesmal mit 2:1, gewinnen. Erst im Halbfinale verlor sie gegen die alte und neue Weltmeisterin Mikuru Suzuki mit 1:2.
Kurz darauf spielte Greaves zum ersten Mal bei der PDC Qualifying School mit, konnte allerdings kein Spiel gewinnen. Sie war damit jedoch zur Teilnahme an der PDC Challenge Tour berechtigt, wo am sie ersten Wochenende teilnahm und ein Spiel gewinnen konnte. Bei den Scottish Open setzte sich Greaves unter anderem gegen Anca Zijlstra, Paula Jacklin und Deta Hedman durch, bevor sie mit 5:2 gegen Fallon Sherrock gewann und damit einen weiteren Titel einstrich. Beim Isle of Man Classic und auch dem Isle of Man Open unterlag sie dieser dann wieder im Finale mit 2:4, bevor die COVID-19-Pandemie dann den Turnierkalender insbesondere der Damen für lange Zeit aussetzte.
Erst bei der PDC Women’s Series 2020 im Oktober war Greaves wieder zu sehen. Dabei gelang ihr im ersten Turnier der Viertelfinaleinzug, weitere Erfolge blieben aber aus. Daraufhin war Greaves erneut über längere Zeit nicht bei Turnieren vertreten, was auch einem Problem mit Dartitis geschuldet war.
Bei den England National Championships im September 2021 war Greaves dann wieder am Start und verlor im Viertelfinale gegen Anastassija Dobromyslowa. Das Welsh Classic konnte sie nach einem 5:2-Sieg über Kirsty Hutchinson gewinnen, während sie das Finale der Welsh Open gegen ebendiese mit 4:5 verlor.

### WDF-Weltmeisterin 2022
Im März 2022 gelang ihr der Dreifacherfolg aus Isle of Man Masters, Isle of Man Classic und Isle of Man Open, nachdem sie in allen Finals Deta Hedman besiegt hatte. Als Nummer fünf der Setzliste kam sie daraufhin zur WDF World Darts Championship 2022, wo sie zunächst mit 2:1 gegen Veronika Ihász gewann. Im Viertelfinale gegen Aileen de Graaf gab Greaves daraufhin nur ein Leg ab. Auch das Halbfinale gegen Lorraine Winstanley absolvierte sie ohne Satzverlust und zog somit bei ihrer zweiten Teilnahme zum ersten Mal in ein WM-Finale ein.
In diesem WM-Finale setzte sie sich daraufhin in erstklassiger Manier gegen Kirsty Hutchinson durch. Bei ihrem 4:0-Erfolg gab Greaves nur ein einziges Leg ab und spielte einen Gesamtaverage von 92,05 Punkten. Dies war nicht nur der höchste Average in einem Damen-WM-Finale überhaupt, er lag außerdem zusätzlich über dem Average des Siegers beim Herrenturnier, Neil Duff, was ein Novum darstellte. Für diesen Erfolg strich sie zusätzlich ein Preisgeld von £ 25.000 ein. Dies ist – neben dem Preisgeld, welches Fallon Sherrock für ihren Drittrundeneinzug bei der PDC World Darts Championship 2020 erhielt – ebenfalls ein neuer Rekord.
Anfang Mai schied Greaves beim Welsh Classic erst im Halbfinale aus. Bei den Welsh Open zog sie sogar ins Finale ein und setzte sich mit 5:4 gegen Fallon Sherrock durch.
Bei den Dutch Open spielte sich Greaves nach Siegen unter anderem über Lorraine Winstanley und Kirsty Hutchinson ins Finale des Dameneinzels, welches sie mit 5:1 gegen Rhian O’Sullivan gewann. Im Doppel schied sie an der Seite von Deta Hedman im Halbfinale aus. Ende Juni 2022 schied Greaves beim Romanian Classic im Halbfinale aus, bevor sie am Folgetag die Romanian Open mit einem 5:0-Finalsieg über Jo Clements für sich entscheiden konnte. Ihr Titeljagd setzte Greaves bei den England Open fort, die sie nach einem 5:0 gegen Cathy Hughes für sich entschied.
Ihre Siegesserie riss derweil auch beim dritten Platinturnier des Jahres nicht ab. Bei den Australian Darts Open setzte sich die Topgesetzte Greaves zunächst ohne Legverlust in ihrer Vorrundengruppe durch. Das Halbfinale gegen die Neuseeländerin Nicole Regnaud gewann Greaves mit 6:3, bevor sie im Finale auch Mikuru Suzuki mit 8:5 schlagen konnte.
Ende August 2022 gab Greaves ihr Comeback auf der PDC Women’s Series. Dabei gelang ihr ein perfektes Wochenende, an dem sie kein Spiel verlor und alle vier Turniere gewann. In dreien dieser Finale war ihre unterlegene Gegnerin Mikuru Suzuki, beim letzten Turnier siegte sie gegen Aileen de Graaf.
Bei den British Classic Mitte September zog Greaves ins Finale ein, welches sie mit 5:1 gegen Lisa Ashton gewinnen konnte. Bei den am gleichen Wochenende ausgetragenen British Open unterlag sie Ashton bereits im Achtelfinale mit 1:4. Als Teil des englischen Teams nahm sie außerdem am WDF Europe Cup 2022 teil. Hierbei gelang ihr als erster Frau überhaupt der Sieg in allen drei Kategorien. Im Einzel schlug sie die Überraschungsfinalistin Almudena Fajardo aus Spanien mit 7:4. An der Seite von Deta Hedman gewann sie außerdem den Doppelwettbewerb mit 6:3 gegen Vicky Pruim und Susianne Hägvall aus Schweden. Zuletzt gelang den Engländerinnen ein nahezu ungefährdeter Sieg im Teamwettbewerb, wobei man im Finale die Niederlande mit 9:1 besiegte.
Ende Oktober setzte Greaves ihre Siegesserie bei der Women’s Series fort, indem sie auch die letzten vier Turniere des Jahres 2022 für sich entschied. Im Finale besiegte sie nacheinander Mikuru Suzuki, Lisa Ashton, Fallon Sherrock und erneut Suzuki. Ihr 3-Dart-Average gegen Fallon Sherrock bei Turnier Nummer 17 von 107,86 Punkten ist der bis dato höchste gespielte Average in der Women’s Series. Greaves platzierte sich dadurch letztlich auch auf Platz zwei der Women’s Series Order of Merit und qualifizierte sich erstmals für die PDC World Darts Championship.
Ende des Jahres nahm Greaves am World Masters 2022 teil. Hierbei gelang es ihr bis zum Halbfinale komplett ohne Legverlust zu bleiben. Bei den zwischendurch ausgetragenen World Open unterlag sie gegen Mayumi Ouchi aus Japan, der gleichen Spielerin, welche ihr auch bei den World Masters Legs abknöpfen konnte. Greaves setzte sich dennoch mit 5:4 durch und zog ins Finale des World Masters ein. Welches sie wie beim WDF Europe Cup gegen Almudena Fajardo aus Spanien bestritt. Greaves gewann 6:0 und strich somit auch diesen Titel ein. Es war ihr vierter Erfolg bei einem Platin-Turnier der WDF, womit sie alle Turniere des Jahres 2022 in dieser Kategorie für sich entscheiden konnte.
Ihre Dominanz bei den Turnieren setzte sie im Januar unverändert fort, nachdem sie sowohl die Romanian Open als auch das Romanian Classic hatte gewinnen können. Insgesamt verlor sie an diesem Turnierwochenende nur drei Legs. Ende des Monats versuchte sie bei den Dutch Open 2023 ihren Titel zu verteidigen. Im Doppel gelang ihr ein Turniersieg an der Seite von Deta Hedman auch, als sie gegen Aletta Wajer und Anca Zijlstra mit 4:1 gewannen. Im Einzel verlor sie jedoch das Finale gegen Aileen de Graaf mit 2:5. Es ist ihre erste Niederlage bei einem Platinturnier der WDF überhaupt. Lediglich bei den Dutch Open 2020 hatte sie zuvor nicht teilgenommen.
Am 26. Februar 2023 verlor Greaves erstmals ein Spiel auf der PDC Women’s Series, nachdem sie ihre ersten zehn Turniere allesamt gewonnen hatte. Im zweiten Turnier des Tages siegte sie bereits wieder. Mitte März nahm sie am WDF-Turnierwochenende auf der Isle of Man teil und konnte sich sowohl bei den Isle of Man Classic als auch dem Isle of Man Masters im Finale gegen Rhian O’Sullivan durchsetzen. Danach trat sie erst Anfang Mai wieder international in Erscheinung. Sie gewann die Welsh Open ebenfalls gegen O’Sullivan mit 5:3 und zusätzlich auch das Welsh Masters, diesmal gegen Noa-Lynn van Leuven.

### Sieg im Women’s World Matchplay 2023
Gegen van Leuven spielte Greaves dann auch am 23. Juli 2023 die erste Runde des Women’s World Matchplay. Sie gewann mit 4:0 und siegte auch im Halbfinale gegen Robyn Byrne mit 5:3, womit sie ins Finale gegen Mikuru Suzuki einzog. Dieser ließ sie mit 6:1 keine Chance und strich somit auch diesen Titel ein.
Mitte August setzte Greaves ihre Siegesserie bei der WDF fort. Sie gewann die Swedish Open mit 5:4 gegen Deta Hedman und setzte sich ebenfalls beim Swedish Masters mit 5:2 gegen Kirsi Viinikainen durch. Ende September beim WDF World Cup 2023 gewann Greaves zusammen mit Deta Hedman zunächst die Doppelkonkurrenz, indem man sich im Finale gegen Viinikainen und Sari Sauvola mit 6:1 durchsetzte. Eine weitere Goldmedaille errang sie im Einzel gegen ihre Doppelpartnerin Hedman im Finale, als sie mit 7:5 gewann. Im Team unterlagen die Engländerinnen im Halbfinale Wales mit 5:9, womit auch hier die Bronzemedaille errungen wurde.
Im November nahm Greaves am Grand Slam of Darts 2023 teil. Ihr erstes Spiel in der Gruppenphase verlor sie knapp mit 4:5 gegen Nathan Aspinall, ihr zweites Spiel konnte sie gegen den Deutschen Ricardo Pietreczko gewinnen. Da sie aber ihr letztes Spiel gegen Damon Heta erneut mit 4:5 verlor, erreichte sie die zweite Runde nicht.

### 2024
Ursprünglich wäre Greaves als Siegerin des Women’s World Matchplay für die PDC World Darts Championship 2024 qualifiziert gewesen. Gleichzeitig war Greaves jedoch auch als Titelverteidigerin und Topgesetzte für die WDF World Darts Championship 2023 qualifiziert, die kurz vor der PDC-WM Anfang Dezember stattfindet. Die PDC entschied daraufhin, dass Spieler, die an der WDF-WM teilnehmen, nicht an der darauffolgenden PDC-WM teilnehmen dürfen. Greaves war also zu einer Entscheidung gezwungen, bei welchem Turnier sie antreten möchte. Sie entschied sich wenig später dafür, bei der Damen-Weltmeisterschaft der WDF anzutreten, wo sie in der ersten Runde gegen Lorraine Hyde nur ein Leg abgab. In der zweiten Runde schlug sie die US-Amerikanerin Paula Murphy, im Halbfinale Rhian O’Sullivan und im Finale Aileen de Graaf. Dabei hatte sie lediglich im Endspiel ein Set verloren.
Anfang Februar 2024 war Greaves erneut bei den Dutch Open vertreten. Hierbei erreichte sie zunächst zusammen mit ihrer Doppelpartnerin Jo Rolls das Finale im Damendoppel, wobei die beiden lediglich in zwei Spielen Legs liegen ließen. Im dritten Leg des Viertelfinals gegen die Niederlande, das im Modus 701 ausgetragen wurde, warf Greaves dabei zehn perfekte Darts: Sie scorte zunächst mit drei 180ern in Folge und checkte dann mit einem Dart auf Doppel-Zwanzig. Tags darauf im Einzel hielt sich Greaves bis zum Viertelfinale schadlos, bevor sie erstmals gegen Lorraine Hyde ein Leg abgeben musste, dennoch das Halbfinale aber erreichte. In diesem gewann sie mit ebenfalls 4:1 gegen Noa-Lynn van Leuven und durfte somit am Sonntag zwei Finale spielen. Zunächst gewannen sie und Rolls das Doppelfinale gegen Lorraine Winstanley und Paige Pauling mit 4:0 und ließen ihren Gegnerinnen dabei keine Chance. Auch im Einzel gewann Greaves, hier mit 5:1 gegen Aileen de Graaf und fuhr somit ihren zweiten Dutch Open-Titel und ihren sechsten Platin-Titel bei der WDF ein.
Im März gewann sie daraufhin das Isle of Man Masters, indem sie im Finale Sophie McKinlay mit 5:1 besiegte. Auch das Isle of Man Open gewann sie mit 5:1, dieses Mal gegen Lerena Rietbergen. Beim Isle of Man Classic unterlag sie im Finale mit 4:5 Vicky Pruim.
Beim zweiten Wochenende der PDC Women’s Series 2024 gewann Greaves zwei Turniere. Bei Turnier Nummer 6 schlug sie Lisa Ashton im Finale mit 5:1. Beim Turnier 7 gelang ihr ein Novum: Bei ihrem Turniersieg gab sie im gesamten Turnierverlauf kein einziges Leg ab und besiegte schließlich Fallon Sherrock im Finale mit 5:0. Während des dritten Turnierwochenendes gewann sie ein weiteres Turnier.
Bei der WDF startete Greaves eine weitere Siegesserie: Zunächst gewann sie Ende Mai die Denmark Open mit 5:2 gegen Lorraine Hyde und auch das Denmark Masters entschied Greaves für sich. Hier besiegte sie im Finale Rhian O’Sullivan mit 5:4. Im Juni gewann sie dann auch das Wochenende in Ilfracombe. Die England Open ebenfalls im Finale gegen Rhian O’Sullivan (6:0) und die England National Singles mit 6:3 gegen Deta Hedman.
Am 21. Juni 2024 gewann Greaves als erste Frau ein Turnier der PDC Development Tour. Bei Turnier Nummer elf gewann sie dafür sieben Spiele in Folge – unter anderem gegen Niko Springer im Halbfinale, um daraufhin das Finale gegen Daniel Perry mit 5:1 für sich zu entscheiden.
Am 21. Juli 2024 gewann Greaves, nach einem 4:1-Sieg über Katie Sheldon im Viertelfinale und einem 5:2-Sieg über Mikuru Suzuki im Halbfinale, im Finale gegen Fallon Sherrock erneut das Women’s World Matchplay mit 6:3 Legs. Am 1. September verteidigte Greaves ihre Titel bei den Welsh Open und Welsh Classic. Mit 5:4 und 5:3 gewann sie beide Finale gegen Rhian O’Sullivan. Ende September erreichte sie ebenfalls Siege bei den British Open und den British Classic.
Bei der WDF World Darts Championship 2024 ging Greaves erneut als Topgesetzte und Titelverteidigerin an den Start. In ihrem ersten Spiel besiegte sie Kirsi Viinikainen mit 2:0 in Sätzen und spielte direkt den höchsten Average des bisherigen Turniers. Auch in ihrem zweiten Spiel gegen die Tschechin Jitka Císařová gab Greaves keinen Satz ab. Im Halbfinale spielte sich Greaves dann mit 3:0 an Deta Hedman vorbei in ihr drittes WM-Finale. Bis zu diesem Zeitpunkt hatte Greaves jeden Satz des Turniers mit 3:1 gewonnen. Im Finale wartete dann die 18-jährige Sophie McKinlay, was ihre Begegnung zum jüngsten WM-Finale aller Zeiten machte. McKinlay gewann sogar den ersten Satz mit 2:3, danach allerdings nur noch zwei Legs, was einen 4:1-Erfolg für Greaves und ihren dritten WM-Titel bedeutete.
Nach der PDC-WM wurde das Teilnehmerfeld für die PDC Qualifying School bekanntgegeben. Hierbei tauchte Greaves unter den Teilnehmern auf. Als einer der besten Spieler auf der vorangegangenen Development Tour startete sie dabei in der Final Stage. Sie spielte sich am dritten Tag dabei ins Viertelfinale, womit die Tour Card tatsächlich in greifbare Nähe rückte, sollte sie am vierten Tag dieses Ergebnis wiederholen. Sie schied jedoch in der dritten Runde aus und blieb somit bei vier Punkten für die Rangliste.
Daraufhin spielte Greaves sowohl die Turniere der PDC Challenge Tour 2025, die PDC Development Tour 2025 und die PDC Women’s Series 2025 und trat außerdem bei den Turnieren der WDF 2025 in Erscheinung. Beim ersten Challenge Tour-Wochenende Mitte Januar errang Greaves direkt den Titel beim Turnier eins mit 5:4 gegen Stefan Bellmont im Finale. Auch das Turnier Nummer drei konnte sie gewinnen, dieses Mal mit 5:0 gegen John Henderson, wobei sie einen Finalaverage von 101,55 spielte. Daraufhin nahm sie an den Dutch Open teil, wo Greaves als Topgesetzte bis ins Halbfinale vordrang, welches sie mit 3:4 knapp gegen Rhian O’Sullivan verlor.
Beim ersten Wochenende der Women’s Series Mitte Februar zeigte sich Greaves gewohnt dominant. Sie siegte bei Turnier drei und vier gegen Robyn Byrne bzw. Gemma Hayter und erreichte ein weiteres Finale. Beim ersten Development Tour-Wochenende Ende Februar gewann Greaves ebenfalls zwei Turniere. Turnier zwei gegen Levy Frauenfelder mit 5:3 und Turnier 4 gegen James Beeton mit 5:2. Somit führte Greaves nach diesem Wochenende die Ranglisten aller drei Secondary Tours der PDC (Challenge Tour, Development Tour, Women’s Series) an. Beim zweiten Women’s Series-Wochenende Anfang März siegte Greaves bei Turnier sechs, sieben und acht.
Ein weiterer Titel folgte bei Turnier sechs am 28. März beim zweiten Turnierwochenende der Development Tour gegen Henry Coates. Hinzu kamen ein weiteres Halb- und Viertelfinale. Beim dritten Development Tour-Wochenende Mitte Mai kam zwar kein weiterer Titel hinzu, dafür aber eine Halbfinalteilnahme und zwei weitere Viertelfinale, sodass Greaves in der Development Tour Order of Merit weiterhin (nach Turnier 15) auf Rang eins steht. Mitte April gewann sie das Turnier 12 auf der Women’s Series.
Im Mai nahm sie am dritten Challenge Tour Wochenende teil und erreichte ein Viertelfinale, womit sie aktuell (nach Turnier 15) auf Rang fünf der Challenge Tour Order of Merit steht. Beim Women’s Series-Wochenende Anfang Juni gelang Greaves erneut der Durchmarsch: In vier Turnieren blieb sie komplett ohne Niederlage.

## Weltmeisterschaftsresultate

### BDO
- 2020: Halbfinale (1:2-Niederlage gegen  Mikuru Suzuki)

### PDC
- 2023: 1. Runde (0:3-Niederlage gegen  William O’Connor)

### WDF
- 2022: Siegerin (4:0-Sieg gegen  Kirsty Hutchinson)
- 2023: Siegerin (4:1-Sieg gegen  Aileen de Graaf)
- 2024: Siegerin (4:1-Sieg gegen  Sophie McKinlay)

## Titel

### BDO
- Weitere
  - 2019: BDO Gold Cup, British Pentathlon, West Midlands Open, Northern Cyprus Open, LDO Classic, England Open, Welsh Classic, Welsh Open, England National Singles
- Jugend
  - 2015: England Classic Girls
  - 2016: England Open Girls
  - 2017: World Masters Youth, England Classic Girls, England Open Girls
  - 2018: World Masters Youth, England Classic Girls, England Open Girls
  - 2019: England Classic Girls, England Open Girls, England Classic Youth, England Open Youth, Welsh Open Girls

### PDC
- PDC Women’s Series
  - PDC Women’s Series 2022: 13, 14, 15, 16, 17, 18, 19, 20
  - PDC Women’s Series 2023: 1, 2, 4, 5, 9, 11, 12, 13, 14, 15, 16, 19
  - PDC Women’s Series 2024: 6, 7, 9, 13, 16, 17, 18, 22
  - PDC Women’s Series 2025: 3, 4, 6, 7, 8, 12, 13, 14, 15, 16
- Women’s World Matchplay: 2023, 2024
- Secondary Tour Events
  - PDC Development Tour
    - PDC Development Tour 2024: 11
    - PDC Development Tour 2025: 2, 4, 6

  - PDC Challenge Tour
    - PDC Challenge Tour 2025: 1, 3

### WDF
- Platin-Turniere:
  - WDF World Darts Championship: (3) 2022, 2023, 2024
  - Dutch Open: (2) 2022, 2024
  - Australian Darts Open: (1) 2022
  - World Masters: (2) 2022, 2024
- Gold-Turniere
  - Scottish Open: (1) 2020
  - Welsh Open: (2) 2022, 2023
  - Isle of Man Open: (1) 2022
  - Denmark Open: (1) 2024
  - World Open: (1) 2024
- Silber-Turniere
  - England Open: (2) 2022, 2024
  - Welsh Classic: (2) 2021, 2023, 2024
  - Isle of Man Classic: (2) 2022, 2023
  - British Classic: (2) 2022, 2024
  - British Open: (1) 2024
  - Romanian Open: (2) 2022, 2023
  - Swedish Open: (1) 2023
  - Swedish Classic: (1) 2023
  - England National Singles: (1) 2024
  - Denmark Masters: (1) 2024
  - Viking Cup: (1) 2024
  - Welsh Open: (1) 2024
- Bronze-Turniere
  - Romanian Classic: (1) 2023
  - Isle of Man Masters: (2) 2023, 2024
- Cups
  - WDF World Cup Singles: (1) 2023
  - WDF World Cup Pairs: (1) 2023
  - WDF World Cup Youth Singles: (1) 2019
  - WDF World Cup Youth Pairs: (1) 2019
  - WDF World Cup Youth Overall: (1) 2019
  - WDF Europe Cup Singles: (1) 2022
  - WDF Europe Cup Pairs: (1) 2022
  - WDF Europe Cup Team: (1) 2022
  - WDF Europe Cup Youth Singles: (2) 2016, 2018
  - WDF Europe Cup Youth Pairs: (2) 2018, 2019
  - WDF Europe Cup Youth Overall: (3) 2016, 2018, 2019
- Sonstige
  - Belfry Open: (1) 2019
  - British Internationals: (1) 2022
  - Bruges Open: (1) 2019
  - Isle of Man Masters: (1) 2022
  - Isle of Man Open: (2) 2023, 2023